# 奔戈馬
奔戈馬是東非國家肯雅的城鎮，由西部省負責管轄，位於首都奈羅比西北325公里，毗鄰與烏干達接壤的邊境，建城於二十世紀早期，海拔高度1,385米，主要經濟活動是農業，2009年人口55,857。

## 外部連結
- MSN Map - elevation = 1385m[永久]
- Some local Bungoma history （页面存档备份，存于）
- Bungoma County （页面存档备份，存于）
- Stiedu
- Mukhwana[永久]

00°34′N 34°34′E / 0.567°N 34.567°E